# Matjaž Kopitar
Pour les articles homonymes, voir Kopitar.
Matjaž Kopitar (né le 6 novembre 1965 à Jesenice en République socialiste de Slovénie) est un joueur slovène de hockey sur glace devenu entraîneur. Il est le père des joueurs de hockey sur glace d'Anže et Gašper Kopitar. Anže est le premier joueur slovène de l'histoire à avoir joué dans la Ligue nationale de hockey avec les Kings de Los Angeles.

## Biographie

### Carrière en club
Durant sa carrière entamée en 1983, Matjaž Kopitar a joué onze saisons avec l'équipe de l'Acroni Jesenice en championnat de Yougoslavie (7) et de Slovénie (4) dont une de 58 points.
Il passe ensuite deux saisons avec le HK Sportina Bled et 2 autres en Autriche avec DEK Schellander Klagenfurt.
Il finit sa carrière avec le HK Maribor en 2003.

### Carrière internationale
Il représente la Yougoslavie puis la Slovénie au niveau international.

### Carrière d'entraîneur
Il dirige le HK Jesenice en 2006. Entraîneur adjoint de la sélection slovène à partir de 2003, il est nommé sélectionneur de 2010 à 2015.
En février 2016, Kopitar signe un contrat d'une saison (2016-2017, plus une saison supplémentaire en option) avec le HC Red Ice, club de LNB.